# Andrena nigroviridula
Andrena nigroviridula is een vliesvleugelig insect uit de familie Andrenidae. De wetenschappelijke naam van de soort is voor het eerst geldig gepubliceerd in 1873 door Dours.